# Cyclaspis variabilis
Cyclaspis variabilis är en kräftdjursart som beskrevs av Daniel Roccatagliata 1986. Cyclaspis variabilis ingår i släktet Cyclaspis och familjen Bodotriidae. Inga underarter finns listade i Catalogue of Life.